# Вулиця Якова Гніздовського (Київ)
Ву́лиця Якова Гніздовського — вулиця в Деснянському районі міста Києва, житловий масив Соцмісто. Пролягає від вулиці Гетьмана Павла Полуботка і проспекту Леоніда Каденюка до провулку Гната Хоткевича.
Прилучаються вулиця Вінстона Черчилля і Херсонський провулок.

## Історія
Виникла в середині XX століття під назвою 802-га Нова вулиця. 1953 року отримала назву Магнітогорська вулиця.
Сучасна назва на честь художника Якова Гніздовського — з 2022 року.

## Пам'ятники
На території ВАТ «Київхімволокно» встановлено обеліск на пам'ять заводчан, які загинули на фронтах під час Великої Вітчизняної війни.

## Установи та заклади
- 1 — ВАТ «Київхімволокно», ТОВ «Новий друк», ПП «Складні сплави», ТОВ «Полірем», ЗАТ «Квант», ЗАТ «Завод ТНС»;
- 1-а  — Музей трудової слави Дарницького шовкового комбінату, ТОВ «Шепрос», ЗАТ «Дарна»;
- 16  — Український державний науково-технічний і проєктний інститут промислових технологій «Укрпромтехнологія»;